# Namak Rūdbār
Namak Rūdbār är en ort i Iran.   Den ligger i provinsen Gilan, i den norra delen av landet, 210 km nordväst om huvudstaden Teheran. Namak Rūdbār ligger 43 meter över havet och antalet invånare är 384.
Terrängen runt Namak Rūdbār är platt åt nordväst, men åt sydost är den kuperad.Runt Namak Rūdbār är det ganska tätbefolkat, med 155 invånare per kvadratkilometer. Närmaste större samhälle är Lāhījān, 12,1 km nordost om Namak Rūdbār. I omgivningarna runt Namak Rūdbār växer i huvudsak blandskog.